# Liste der Feuerwaffen-Fachbegriffe
Die Liste der Feuerwaffen-Fachbegriffe beinhaltet Fachbegriffe aus der Waffentechnik der Feuerwaffen (Handfeuerwaffen und Geschütze) sowie aus sich überschneidenden Randbereichen der Schusswaffen im Allgemeinen.
Begriffe aus der Munitions-, Patronenmunitions-, Wiederlade- und Sprengstofftechnik sowie aus dem Jagd- und Sportschützenwesen werden in dieser Liste nicht geführt, um eine klare Abgrenzung der Fachbegriffe für den technischen Bereich der Feuerwaffen zu gewährleisten.

## A
Absehen
Die Markierung im Fernrohrbild, welche das Zielen mit dem Zielfernrohr einer Feuerwaffe ermöglicht
Abzug
Das Abzugssystem (Schloss) besteht aus dem Abzug (Abzugszüngel), eventuellen Verbindungs-, Übertragungs-, Unterbrechungs-, Sicherungs- und Halteelementen, sowie ggf. aus diversen Federn und Haltestiften.
Abzugsblech
Enthält Schlitze für den/die Abzüge und bildet die Verbindung zwischen Verschlusskasten und Schaft.
Abzugsbügel
Den Abzugszüngel umgebender Schutz.
Abzugsgruppe
(Siehe Abzug).
Abzugsstange
Kraftübertragende Stange zwischen Abzugszüngel und Schlagstück.
Abzugsstopp
Blockiert den Abzug auf dem Abzugsweg gegen Durchfallen hinter dem Schussauslösepunkt.
Abzugssystem
(Siehe Abzug).
Abzugswiderstand
Kraft der akkumulierten mechanischen Widerstände, die zum Auslösen des Schusses überwunden werden müssen.
Abzugszüngel
Das mit dem Finger auslösende Abzugselement, kurz Abzug genannt.
Angesetztes Schloss
Auch angeschraubtes Schloss. Schloss von Hahngewehren, das nicht in Aussparungen des Verschlusskastens befestigt, sondern hinter dem Stoßboden montiert ist.
Anschlag
Die Waffe in der zielaufnehmenden Position.
Anschlagschaft
Schaftkolben, der bei Bedarf an eine Kurzwaffe montiert werden kann.
Aptierung
Modernisierung oder Umrüstung von Waffen durch konstruktive Abänderungen (meist Kaliberänderungen).
Arkebuse
Luntenschlossmuskete.
Assault Rifle
(Engl. für Sturmgewehr)
Aufpflanzvorrichtung
Bajonettmontage (am Laufring, Kornträger, Mündungsfeuerdämpfer etc.).
Aufschießend
Im Moment der Schussabgabe ist der Verschluss geschlossen (ggf. verriegelt), nur der Schlagbolzen bewegt sich, was sich präzisionsfördernd auswirkt.
Aufschubmontage
Prismenschienen Befestigung für optische Zielhilfen.
Ausgeschossener Lauf
Beschädigung des Laufes (Feld-Zugkanten Abnutzung, Aufbauchung, Mündungserweiterung oder -Deformation etc.).
Ausstoßerstange
Bei Revolvern mit ausschwenkbarer Trommel durch die Trommelachse gehende Stange, mit der der sternförmige Hülsenauswerfer nach hinten geschoben werden kann. Bei Revolvern ohne Ausschwenktrommel Stange zum Ausstoßen der einzelnen Hülsen.
Auswerfer
1. Bauteil zum automatischen Auswerfen der Patrone oder Hülse aus dem Patronenlager beim Öffnen der Waffe (Flinten und kombinierte Waffen).
2. Bauteil des Verschlusssystems zum Auswerfen der Patrone oder Hülse beim Rücklauf des Verschlusses.

Auszieher
Bauteil des Verschlusssystems zum Ausziehen der Patrone oder Hülse aus dem Patronenlager der Waffe.
Automatische Sicherung
1. Sicherungssystem, das beim Laden von Kipplaufwaffen wirksam wird.
2. Sicherungssystem von Handfeuerwaffen, das ohne zusätzliche Bedienfunktion des Schützen wirksam ist. z. B. Fallsicherung.

Automatische Waffe
Waffen, die bei Betätigung des Abzuges Dauerfeuer abgegeben. Diese Waffen sind meist auf Einzelfeuer umschaltbar.
Aydt-Verschluss
Blockverschluss mit unter dem Lauf angeordneten Drehpunkt, entwickelt von Wilhelm Aydt.

## B
Backe
Dient der Kopfanlage am Kolben des Gewehrschafts.
1. Teil des Kolbens des Gewehrschaftes. Bei Jagdgewehren ggf. in unterschiedlichen Ausführungen (z. B. als Bayerische Backe etc.).
2. Meist verstellbarer, auch separater oder modularer Teil an modernen Gewehrschäften. In dieser Ausführung zur Verbesserung der Waffenhaltung und damit Präzision.

Bajonettwarze
Separat oder am Kornträger angebrachte Klinke zur Bajonettaufnahme.
Basküle (Waffe)
1. Aus dem Französischen = Schaukel, Wippe, Kippe. Bei Kipplaufwaffen das Chassis zur Aufnahme von Verschluss- und Schlossteilen.

Batterie
Bauteil von Steinschlössern. Metallklappe, die sich beim Schlag des Hahns mit eingespanntem Feuerstein öffnet und die Pulverpfanne frei gibt, der durch Abrieb an der Batterie erzeugte Funken zündet die Ladung.
Bergstutzen
Zweiläufige, kurze, führige Jagdwaffe, meist in Vollschäftung.
Bettung
Einpassung von Lauf und System im Schaft einer Waffe.
Biberschwanz
1. Die nach oben Verlängerte Griffstücksicherung zum Schutz der Hand vor dem sich spannenden Hahn von automatischen Pistolen nach dem Konstruktionsprinzip der Colt 1911.
2. Zur besseren Auflage verdickter Vorderschaft von Gewehren.

Bipod
(Siehe Zweibein).
Blitzschloss
Kompaktes Schloss, bei dem alle Teile auf dem Abzugsblech montiert sind und mit ihm als Einheit zusammen aus dem Verschlussgehäuse entnommen werden können.
Blockverriegelung
Verriegelungssystem von Selbstladepistolen, bei denen das hintere Ende des Laufs, um das Patronenlager, als massiver Block ausgebildet ist, der systemverriegelnd ins Auswerferfenster des Verschlusses (Schlittens) greift.
Blockverschluss
Beim Fallblockverschluss System Sharps liegt der Verschlussblock direkt hinter dem Lauf. Er wird zum Laden mittels einer Hebelmechanik senkrecht nach unten gezogen um das Patronenlager freizugeben. Beim System Martini ist der Verschlussblock hinten angelenkt und wird zum Laden abgekippt, indem der Abzugsbügel herunter gezogen wird.
Bockbüchsflinte
Kombinierte Waffe mit einem Flintenlauf oberhalb des Büchsenlaufs.
Bockdoppelbüchse
Büchse mit zwei übereinander angeordneten Büchsenläufen. Korrekte Bezeichnung Bockbüchse.
Bockdoppelflinte
Flinte mit übereinander angeordneten Flintenläufen. Korrekte Bezeichnung Bockflinte
Bockdrilling
Kombinierte Waffe mit übereinander oder übereinander im Versatz angeordneten Büchsenläufen und einem Flintenlauf in unterschiedlichen Anordnungsvarianten.
Bore
(Engl. Bohrung, Kaliber). „Big Bore“ als Synonym für amerikanische Großwild-Kaliber. Die Angabe bezieht sich auf die Anzahl aus einem englischen Pfund zu gießender Bleikugeln. „4 Bore“ bedeutet, dass der Laufdurchmesser dem einer Viertelpfundbleikugel entspricht. Wie bei in gauge angegebener Flintenmunition gilt hier, dass das Kaliber umso größer ist, je kleiner die Zahl in der Angabe ist.
Büchsdrilling
Büchse mit drei Büchsenläufen in unterschiedlichen Anordnungsvarianten.
Büchse
Allgemein für Gewehr mit gezogenem Lauf (Büchsenlauf).
Bügeldruckverschluss, Bügelspannergewehr
Unterhebel-Verschluss, der Verschluss wird durch die Betätigung eines Abzugsbügels oder eines untenliegenden Hebels betätigt.
Bull-Barrel
Extra schwerer (dickwandiger) Lauf, zur Verwendung beim Präzisionsschießen.
Bullpup
Gewehrschäftung, bei der Lauf und System weiter nach hinten in den Schaft verlegt werden, um die Waffe möglichst kurz zu halten. Nachteil dieser Waffenschäftung ist die etwas höher gelegene Visierlinie. Anzutreffen ist diese Art der Schäftung am häufigsten bei militärisch genutzten Waffen.
Bündelrevolver
Trommelloser Revolver mit Laufbündel.

## C
Chassepotgewehr
Im Deutsch-Französischen Krieg 1870/71 eingesetztes französisches Hinterladergewehr mit Kammerverschluss und nadelartigem Zündstift, siehe auch Zündnadelgewehr
Checkering
Einschnitte (Verschnitt) an Waffengriffen (Griffstücken, Rahmen, Vorderschäften und Griffschalen) zur griffsicheren Haltung.
Choke
Mündungsmodifikation (meist Verengung) in Flintenläufen, die die Streuung des Schrotschusses verringert oder andere Einflüsse auf Schrotgarben oder auch Flintenlaufgeschosse hat. Wichtigste Bauformen sind Quarter-Choke, Half-Choke, Full-Choke, viele weitere, auch für spezielle Anforderungen, sind verfügbar.
Cook Off
Selbstentzündung der Patrone im überhitzten Patronenlager von automatischen Waffen.
Custom-Gun
Eine für den Benutzer und auf seine Bedürfnisse speziell angefertigte Schusswaffe.

## D
DA
(Siehe Double-Action-Abzug.)
Dämmerungsvisierung
Leuchtvisierung mit selbst leuchtenden Elementen.
DAO
(Siehe Double-Action-Only-Abzug.)
Dauerfeuer
Feuerstoß aus einer vollautomatischen Waffe.
Deutscher Stecher
Eine Form des Stecherabzuges.
Diopter
Lochvisier, bei militärischen oder Matchgewehren.
Direktabzug
Abzugskonstruktion ohne Vorzug bei Match-Luft- und KK-Waffen, aber auch bei Präzisionsschützengewehren zu finden. Auch als Flintenabzug bezeichnet.
Doppelabzug
Doppelflinten-Abzug mit je einem Abzugszüngel pro Lauf.
Doppelbüchsdrilling
Kombinierte Waffe mit zwei Büchsenläufen und einem Flintenlauf.
Doppelbüchse
Büchse mit zwei nebeneinander liegenden Läufen.
Doppelflinte
Flinte mit zwei nebeneinander liegenden Läufen.
Doppeln
Unbeabsichtigtes Abfeuern eines zweiten (doppelten) Schusses, z. B. verursacht durch Verschleiß am Abzug oder schlechte Abzugsabstimmung.
Double-Action-Abzug
Double-Action-Spannabzug mit Single-Action-Funktion (vorgespannter Abzug).
Double-Action-Only-Abzug
Double-Action-Spannabzug mit ausschließlicher Funktion des Spannens und Abziehens.
Drall
Rotation des Geschosses um seine Längsachse zur Stabilisierung der Flugbahn. Sie wird durch Züge im Lauf oder ein polygonales Laufprofil hervorgerufen. Der Winkel der Züge zur Laufachse kann auch ansteigend sein, siehe Progressivdrall.
Drall-Länge
Die Strecke, die ein Geschoss im Lauf zurücklegt um eine durch den Drall verursachte volle Rotation auszuführen.
Drehblockverschluss
Verschlusskonstruktion, die beim Öffnen eine axiale Drehbewegung ausführt.
Drilling
Kombinierte Waffe mit zwei nebeneinander liegenden Flintenläufen und einem darunter liegenden Büchsenlauf
Druckausgleichsrillen
Rillen zwischen Lauf und Kammer. Vermeiden Hülsenrisse durch Druckausgleich.
Druckpunkt
Beim Abziehen zu überwindender Widerstand, konstruktionsbedingt beim Druckpunktabzug, der bei der Schussauslösung zu überwinden ist. Bei Sportwaffen ist das Abzugsgewicht auf den sog. Vorzug und den Druckpunkt fein zu verteilen.
Druckpunktabzug
Abzugskonstruktion, bei der sich der Abzugsweg in Vorzug, Druckpunkt und Nachweg aufteilt. Bei Match- und Präzisionswaffen oft separat in Weg und Gewicht einstellbar.

## E
Einabzug
Abzug an Doppelflinten, der nach dem ersten Schuss automatisch auf den zweiten Lauf umschaltet. Einige dieser Systeme erlauben die Vorwahl des Laufs.
Einschießen
Im Militärischen auch Anschießen, wird zur individuellen Visierjustierung vorgenommen.
Einstecklauf
Kleinkalibriger Lauf zum Einstecken in großkalibrige Waffen, dient z. B. zum Verschießen von Büchsenkalibern aus Flinten und Kleinkalibermunition aus Großkaliberwaffen.
Einzellader
Einschüssige Waffe.
Ejektor
(Siehe Auswerfer).
Elektrische Zündung
1. Schussauslösung durch elektrische Ladungszündung.
2. Elektrische oder elektronische Abzugsbetätigung.

Entlastungsrillen
In das Patronenlager gefräste Rillen, die das Ausziehen der Hülse aus dem Patronenlager durch eine geringere Anlagefläche erleichtern.
Entspannhebel
Einrichtung des Abzugssystems zum Entspannen der Waffe (Schlagstück, Verschluss, Schlagbolzen), ohne Betätigung des Abzugs.

## F
Fallblock-Verschluss
Verschlusskonstruktion deren Block beim Entriegeln nach unten gleitet (fällt).
Faustfeuerwaffe
Handfeuerwaffe, die aus der Hand und nicht von der Schulter geschossen wird.
Federführungsstange
Stange zur Führung der Verschlussfeder.
Feld
Stehendes Material zwischen den Laufzügen.
Feldmaß
Laufdurchmesser, gemessen zwischen gegenüberliegenden Feldern.
Feuergeschwindigkeit
Theoretische Anzahl der Schüsse, die aus einer Feuerwaffe innerhalb eines bestimmten Zeitraums abgegeben werden können; die Angabe erfolgt in Schuss pro Minute (s/min).
Feuerwaffe
Schusswaffe, bei der Geschosse mittels sich ausdehnender heißer Gase durch einen Lauf getrieben werden.
Fischhaut
In das Schaftholz geschnittene oder gepresste Verschneidungen zur Verbesserung der Griffigkeit (vergl. Checkering in Metall).
Field strip
Zerlegen (und Zusammenbauen) einer Waffe ohne weiteres Werkzeug.
Flimmerband
Das Flimmerband, gespannt von der Verschlusssystemhülse bis in den Mündungsbereich des Laufs, ist dazu geeignet die heiße Luft aus der Visierlinie abzulenken und das Flimmern zu verhindern.
Flimmern
Das Flimmern wird durch den durch Reibung und heiße Gase erhitzten Lauf und die dadurch über dem Lauf erhitzte Luft verursacht und stört das klare Visierbild.
Flinte
Gewehr mit glattem Lauf für den Schrotschuss, früher auch für Muskete. Ausnahmen bilden spezielle Flintenläufe für die Verwendung von Flintenlaufgeschossen für gezogene Läufe.
Flügelsicherung
Element der Abzugssicherung mit schwenkbarem Hebel, auf Abzug oder Hahn wirkend.
Freie Pistole
Einschüssige KK-Pistole zum sportlichen Schießen auf 50 m.
Freiflug
Ungeführter Weg, den das Geschoss nach Austritt aus der Hülse, innerhalb des Übergangskonus bis in den Lauf mit den Feldern und Zügen oder polygonalem Profil zurücklegt.
Freigewehr
Einzellader Matchbüchse für Wettkämpfe auf 50 m und 300 m, je nach Kaliber (.22 lfB oder 7.62 × 51 mm).
Freischwingender Lauf
Laufanordnung im Gewehrschaft, die ein freies Schwingen des Laufs in der Waffe zulässt.
Full-Choke
(Siehe Choke).
Full-Lug Barrel
Der als zusätzliches Gewicht schwer ausgeführte Revolverlauf, zur besserten Ausbalancierung der Waffe oder zur Beruhigung der Waffe im Schuss.
Futterlauf
Kleinkalibriger Lauf, der dauerhaft (gelötet) in einen großkalibrigen Lauf eingebracht wird. Er kann auch fixiert werden, indem der äußere Lauf erhitzt und aufgeschrumpft wird.

## G
Gasdruck
Druck der durch die sich ausdehnenden heißen Gase bei einer Feuerwaffe das Geschoss durch den Lauf treibt.
Gasdrucklader
Selbstladesystem, das den Gasdruck des entstehenden Schusses zum Repetieren des Systems verwendet, indem durch ein kleines Loch in der Laufwand ein kleiner Teil der Schussgase zum Gaskolben (s. u.) abgezweigt werden.
Gaskolben
Teil des Ladesystems bei Gasdruckladern, auf den der abgezapfte Gasdruck zum Repetieren wirkt. Der Gaskolben löst beim Zurückfahren die Verschlussveriegelung.
Gassockel
Abnahmestelle an der Laufbohrung zur Ablenkung der Gase auf den Gaszylinder von Gasdruckladern, oft in Verbindung mit dem Kornsattel solcher Waffen.
Gasstange
Die Gasstange überträgt die auf den Gaskolben abgeleitete Energie der heißen Gase des Gasdruckladers auf den Verschlussträger.
Gaszylinder
Im Gaszylinder arbeitet der Gaskolben von Gasdruckladern.
Gerade- oder Geradzugverschluss
Verschlusssystem, bei dem zum Repetieren der am Verschluss angebrachte Kammerstängel in gerader Linie zurück und nach vorn bewegt werden muss.
Geschützrohr
Bezeichnung des Laufes bei Geschützen.
Gesteck
Jagdlicher Begriff für eine komplette Zielfernrohrmontage.
Gewehr
Lange Handfeuerwaffe, die von der Schulter geschossen wird. Unterteilt in Büchsen mit gezogenen Läufen und Flinten mit glatten Läufen.
Gezogener Lauf
Büchsenlauf mit Zügen und Feldern zum Verschießen von Büchsen- oder Kugelmunition.
GK
(Abk. Großkaliber).
Glatter Lauf
Flinten- oder Schrotlauf, auch der Lauf einer Muskete.
Griffschale
Paar, seltener einteiliges Bauteil zur Befestigung, auch Umschließung des Griffstücks der Pistole oder des Rahmens des Revolvers im Griffbereich, in unterschiedlichen Materialien und Ausführungen, Größen und Ausformungen, je nach Verwendungszweck und gewünschter Eigenschaft.
Griffsicherung
Hinten am Griffstück von Faustfeuerwaffen angebrachte Sicherung. Beim Halten eingedrückt gibt die den Abzugsmechanismus frei. Findet sich auch an Maschinenpistolen (UZI, MAT 49)
Griffspanner
Spannvorrichtung am Griffstück der Waffe, meist Pistole, die beim festen Umfassen des Griffstücks das Schloss, resp. die Schlagfeder der Waffe spannt.
Griffstück
Eines der Hauptteile der Pistole, nimmt die Abzugsgruppe, ggf. Sicherungen und das Magazin auf. Auf dem Griffstück bauen die weiteren Hauptteile der Pistole auf.

## H
Hahn
Hammerförmiges, mit dem Daumen spannbares Schlagstück einer Handfeuerwaffe.
Hahnlose Waffen
Waffen mit innen liegenden Schlagstücken, häufige Verwendung bei modernen Pistolen und den sog. Taschenpistolen und -revolvern.
Hahnrast
(Siehe Ruherast).
Hahnspanner-System
(Siehe Single-Action-Abzug.)
Halbautomatische Waffe
Selbstladewaffe, bei der jeder einzelne Schuss durch Betätigung des Abzugs ausgelöst werden muss (siehe Selbstladewaffe).
Halbstellungsraste
(Siehe Ruheraste).
Half-Choke
(Siehe Choke).
Handfeuerwaffe
Von Hand zu bedienende, aus der Hand oder von der Schulter geschossene Feuerwaffe für Pistolen-, Revolver-, Büchsen- und Flintenmunition (und in deren Kalibern, unterhalb 20 mm).
Handrepetierer
Mehrladerwaffe, bei der das Nachladen (Repetieren) manuell, Schuss für Schuss durchgeführt wird.
Handschutz
Obere Abdeckung des Laufes zum Schutz vor Verbrennungen am heißgeschossenen Lauf, vorwiegend verwendet bei militärischen Schäftungen
Handstopp
In die Prismenschiene des Schafts geklemmte Befestigung für den Schießriemen, verwendet in der Hauptsache bei Matchgewehren, auch Handstopp genannt.
Hinterlader
Feuerwaffen welche von hinten über einen Verschluss oder in das Patronenlager einer Revolvertrommel geladen werden.
Hochschlag
Mündungshochschlag oder Mündungsspringen. Hochschlagen der Schusswaffenmündung im Schuss. Er wird durch den Rückstoß verursacht, da der Schwerpunkt und der Abstützpunkt (Griffstück, Schaftkolben) der Waffe in der Regel unter der Laufachse liegt.

## I
Inspektorenmarke
Abnahmekennzeichnung durch eine entsprechende an der Waffe angebrachte Plakette von Militärwaffen.

## J
Jet-Funnel
(Siehe Magazintrichter).

## K
Kadenz
(Siehe Feuergeschwindigkeit).
Kaliber
1. Lauf- oder Rohrdurchmesser von Feuerwaffen (z. B. Geschützkaliber 50 mm).
2. Geschossgröße im Durchmesser (z. B. Büchsenkaliber .30).
3. Größe der Patronenmunition, oft auch zusätzlich mit Längenangabe der Patronenhülse, (z. B. Pistolenkaliber 9 × 19 mm).
4. Größe der „Bore“ Angabe, auch mit zusätzlicher Längenangabe der Patrone (z. B. Flintenkaliber 12/76).

Kammer
1. Auch der Verschluss oder der Verschlusskasten.
2. Begriff des Patronenlagers bei getrennten baulichen Einheiten von Patronenlager und Lauf/Rohr.
3. Bohrung der Revolvertrommel zur Aufnahme einer Patrone, die zugleich Teil des Magazins bei Revolvern ist.

Kammerverschluss
Der Zylinderverschluss bestehend aus der mit dem Lauf verbundenen Kammer- oder Systemhülse. Diese enthält auch die Schlossteile mit Verschlusszylinder, welcher vom Schützen beim Repetieren mit dem Kammerstängel bewegt wird.
Karabiner
Ursprünglich kurze oder aus dem Gewehr verkürzte Reiterwaffe. Wegen der handlichen Bauform gerne militärisch genutzt. Unter der Bezeichnung „Assault Rifle“ als verkürztes Sturmgewehr (Service Rifle) wiederbelebt, bildet diese Waffe inzwischen das Bindeglied zwischen Maschinenpistole und Sturmgewehr.
Kastenmagazin
Gewehrmagazin von Mehrladebüchsen, als integriertes Magazin auch als Magazinkasten bezeichnet, ansonsten entnehmbar.
Kastenschloss
Schloss von Vorderladerwaffen.
Kettenglied
(Siehe Verschlusssteuerungsstück).
Kimme
Der hintere feste oder verstellbar ausgeführte Teil der offenen Visierung.
Kipplaufwaffe
Waffe, die durch das Abkippen des Laufes (oder der Läufe) geöffnet, geladen und teilweise auch gespannt wird. Durch Abkippen des Laufes können Kipplaufwaffen meist auch ohne Werkzeug zerlegt werden.
KK
(Abk. Kleinkaliber (.22), nur Randfeuerpatronen).
Kniegelenkverschluss
Verschlusssystem mit einem Kniegelenk als Zentrales Bauelement, eine Bauform des Geradezugverschlusses.
Kolben
1. Teil des Gewehrschaftes, Hinterschaft.
2. Durch Federdruck betätigter Teil bei Luftgewehren zur Kompression von Luft.

Kombinierte Waffe
Jagdwaffe mit Büchsen- und Flintenlauf.
Kompensator
Gasableitung im Mündungsbereich (nach oben) zum Ausgleich der Hochschlagneigung der Feuerwaffenmündung im Schuss.
Korn
Vorderer Teil der offenen Visierung, zum Teil durch Kornschutz oder Korntunnel geschützt oder abgeblendet. Verschiedene Bauformen, z. B. Balken-, Dach-, Perl-, Ring- oder Spitzkorn.
Kornsattel
Auch Kornträger. Aufbau in der Laufmündungsnähe als aufgesetzter oder ringförmiger Träger des Korns.
Korntunnel
Kornschutz, der auch der Abschattung des Korns dient, um eine bessere Zielerfassung bei hellen Lichtverhältnissen zu gewährleisten, meist bei Matchgewehren aber auch bei Militärwaffen anzutreffen.
Kugellauf
Gezogener Lauf, Büchsenlauf.
Kurzwaffe
Begriff des Waffenrechts. Schusswaffe unter 60 cm Gesamtlänge (dt. WaffG).

## L
Lafette
Beweglicher Waffenträger für Geschütze und Maschinengewehre, auch mobil als Selbstfahrlafette von Geschützen.
Langwaffe
Begriff des Waffenrechts. Schusswaffe über 60 cm Gesamtlänge (siehe WaffG).
Lauf
Waffenteil durch das ein Projektil oder Geschoss von Schusswaffen hindurch beschleunigt wird und für eine Zielgerichtete und stabile Flugbahn sorgt. Im militärischen Bereich und bei Geschützen auch als Rohr bezeichnet.
Laufaufbauchung
Beschädigung des Laufes durch Materialschwäche, überhöhtem Gasdruck oder durch zwei aufeinander gefeuerte Geschosse im Lauf.
Laufhaken
Haken am hinteren Ende des Laufbündels, hakt in die Basküle ein.
Laufmantel
Das äußere des Laufes auch zusätzliche aufgebrachtes oder separates Laufaußenwandungsmaterial, Differenzierung zur Laufseele.
Laufseele
Das Laufinnere, auch Innenlauf, Differenzierung zum Laufmantel.
Laufwarzen-Verriegelung
Auch Warzenverriegelung. Verschlusssystem bei dem Warzen auf dem Lauf in entsprechende Aussparungen des Verschlusses greifen.
Laufwurzel
Laufwurzel ist die Bezeichnung des Laufanfangs an Gewehr- oder Pistolenläufen
Leerschuss
Leerschuss ist die Bezeichnung für die Betätigung eines schießenden Apparates ohne Projektil.
Leuchtpistole
(Siehe Signalpistole)
Leuchtvisier
Zieleinrichtung mit selbst leuchtenden Zielhilfen im Visier.
Lever Action
Siehe Unterhebelrepetierer.
Libelle
Kleinst-Wasserwaage als Zielhilfe, gegen das Verkanten der Waffe.
Liderung
Formschlüssiges Anlegen der Hülse an das Patronenlager und Abdichtung durch den Gasdruck des entstehenden Schusses.
LMG
(Abk. leichtes Maschinengewehr).
Long-Stroke-System
Gasdruckladersystem, bei dem der Gaskolben die gleich lange Strecke des Verschlussträgers zurücklegt.
Luntenschloss
Zündvorrichtung mit Lunte und Pulverpfanne.

## M
Magazin
Feste, mobile oder bewegliche Vorrichtung zur Lagerung von Patronenmunition in Mehrlader Feuerwaffen. Die Revolvertrommel ist gleichzeitig Magazin und Patronenlager.
Magazindeckel
Untere Abdeckung von fest mit dem Verschlusssystem verbundenen Magazinkästen.
Magazinhalteknopf
Gibt das Magazin bei Betätigung aus dem Magazinschacht frei, meist bauliche Einheit mit dem Magazinhalter.
Magazinhalter,
Hält das Einsteckmagazin im Magazinschacht in seiner Position, meist bauliche Einheit mit dem Magazinhalteknopf.
Magazintrichter
Trichterförmige Öffnung oder nachträglich angebrachte Vorrichtung am Magazinschacht von Großkalibersportwaffen oder entsprechender getunter Waffen für den schnellen Magazinwechsel.
Mark
Unter anderem auch bei Waffen übliche englische Bezeichnung für Modell oder Muster.
Marke
1. Zeichen des Waffenherstellers.
2. Markierung der optimalen (individuellen) Einstellung an Zieleinrichtungen.

Maschinengewehr
Vollautomatische, Gewehrpatronen verschießende Militärwaffe, unterteilt in LMG (leichtes Maschinengewehr) und schwere, sowie überschwere Maschinengewehre.
Maschinenkarabiner
Vorläufer des heutigen Sturmgewehrs „Service Rifle“, vor allem aber auch der heutigen sog. „Assault Rifle“.
Maschinenpistole
Leichte Vollautomatische Waffe zur Verwendung für Pistolenpatronen. Moderne Maschinenpistolen verwenden ggf. auch die Mittelpatronen.
Maschinenwaffe
Andere Bezeichnung für Seriefeuerwaffe.
Masseverschluss
Auch Feder-Masse-Verschluss. Das Verschlussstück verriegelt nicht mit dem Lauf. Der Rücklauf des Verschlusses wird durch die Trägheit der Masse des Verschlussblockes verzögert. Die Verschlussfeder hat nur einen geringen Einfluss auf die Verzögerung.
Matchwaffe
Waffe zum sportlichen Schießen mit hoher Präzision.
Mehrladerwaffe
Waffe, mit der mehrere Schüsse manuell hintereinander abgegeben werden können, ohne die Waffe nachladen zu müssen.
MG
(Abk. Maschinengewehr)
Mikrometervisier
In Seite und Höhe verstellbare, offene Zieleinrichtung mit Feineinstellung.
Mk
(Abk. Mark).
Mkb
(Abk. Maschinenkarabiner).
Monoblock
Brillenstück mit Laufhaken, in dem das Laufpaar einer Doppelflinte vor der Basküle oder dem Schloss verankert ist.
Montage
Aufnahme optischer Zielmittel.
MP
(Abk. Maschinenpistole)
MPi
(Abk. Maschinenpistole).
Mündung
Vorderes Lauf- oder Rohrende.
Mündungsbremse
Kompensator oder Hochschlagbremse. Vorsatz am Lauf- oder Rohrende, reduziert den Hochschlag der Mündung (Mündungsspringen) durch Gasableitung nach oben. Meist auch zur Rückstossminderung bei sehr starken Kalibern.
Mündungsfeuer
Brennende Pulvergase vor der Mündung beim Schuss aus Feuerwaffen.
Mündungsfeuerdämpfer
Reduziert das sichtbare Mündungsfeuer durch Ableitung, dient ebenfalls der physischen Schonung der Mündung im militärischen Einsatz (siehe Mündungsschoner).
Mündungsgeschwindigkeit
V0, die Geschossgeschwindigkeit an der Mündung, auch Anfangsgeschwindigkeit, gemessen in m/s, in GB und USA in fps.
Mündungsschoner
Kappe, Klappe oder Deckel als Schutz zum Abdecken der Laufmündung.
Munition
Ladung der Waffe.
Muskete
Luntenschlossgewehr mit glattem Lauf, auch Synonym für die Steinschlossflinte.
Musketon
Reiterkarabiner.

## N
Nachtvisier
(Siehe Leuchtvisier).
Nadelstecher
Form des Stechers beim Stecherabzug.
Nuss
Schlossbestandteil an Vorderladerwaffen.
Nutation
Pendeln des Geschosses, verursacht durch die hinter dem Geschoss aus der Mündung austretenden heißen Gase.

## O
Oberhebel
Verschlusshebel, oben auf der Waffe.
Offene Visierung
Zieleinrichtung, Visierung aus Kimme und Korn.
Ölschuss
Schuss aus einem nicht vom Öl (Korrosionsschutz) befreiten Lauf.
Optische Visierung
Zielfernrohr oder Leuchtpunkt-Visierung, optisches Zielmittel.
Ordonnanzpistole
(Siehe Ordonnanzwaffe).
Ordonnanzrevolver
(Siehe Ordonnanzwaffe).
Ordonnanzwaffe
Bei Streitkräften offiziell eingeführte, standardisierte Waffe. Auch nach Ausmusterung noch Ordonnanzwaffe.
Orgelgeschütz
Geschütz mit in Bündeln angeordneten Läufen/Rohren, die gleichzeitig oder aufeinander folgend (in Reihe) abgefeuert werden.

## P
Patronenauswerfer (Hülsenauswerfer)
(Siehe Auswerfer).
Patronenauszieher (Hülsenauszieher)
(Siehe Auszieher).
Patronenlager
Bohrung hinter dem oder im Lauf, in die die noch unverfeuerte Patrone geladen wird, Trommelbohrung bei Revolvern.
Perkussionszündung
Zündungsart, der Hahn schlägt auf ein auf dem Piston gelagertes Zündhütchen oder Zündkapsel und entzündet die Pulverladung.
Pflasterbüchse
Vorderladerbüchse für unterkalibrierte Geschosse; das Geschoss wird in einem dünnen, gefetteten oder angefeuchtetem Stoffläppchen (dem Pflaster) in den Lauf verbracht.
Picatinny-Schiene
Die Picatinny-Schiene (engl. Picatinny rail) ist eine im Picatinny Arsenal (USA) entwickelte standardisierte, gezahnte Schiene zur schnellen Montage von Zubehörteilen auf Schusswaffen.
Pistole
Ein- oder mehrschüssige Schusswaffe, bei der Lauf und Patronenlager eine Einheit bilden.
Pistolengriff
1. Teil des Gewehrschafts, als entsprechende Ausformung am Schaftkolben, zur besseren Handhabung der Waffe mit der Schusshand, in unterschiedlich großer, mehr oder weniger starker Ausprägung, je nach Anwendungsbereich der Waffe.
2. Teil moderner Gewehrschäftungen, als freistehender Pistolengriff oder als Pistolengriff in einem skelettierten (durchbrochenen) Schaft, also mit Ausfräsung für Daumen oder Teil der Hand.
3. Teil des Vorderschaftes, zur besseren Handhabung der Waffe mit der zweiten Hand, im Besonderen bei automatischen Waffen oder Waffen mit hoher Energie.

Piston
Zündhütchenträger, oft auswechselbar, von Waffen mit Perkussionszündung.
Polychoke
Aufsatz auf einer Flintenlaufmündung zur Verringerung der Schrotgarbendeckung.
Polygonlauf
Lauf/Rohr mit glatten Führungsfeldern anstelle von Zügen im Laufinneren. Oft als hexagonales oder oktogonales Profil durch Hämmern ausgeführt.
Präzisionsbeschuss
Beschuss einer Waffe mit Munition spezieller Eigenschaften zur Präzisionsmessung.
Präzisionsgewehr
(Siehe Präzisionsschützengewehr).
Präzisionsschützengewehr
Präzisionsbüchse für den meist dienstlichen Gebrauch (Präzisionsschuss z. B. als finaler Rettungsschuss) von Polizei und Militär, im militärischen Bereich, auch wegen unterschiedlicher Verwendung, als Präzisionsschützengewehr bezeichnet.
Prisma / Prismen
Optisches Element in (Ziel)fernrohren und Ferngläsern zur Aufrichtung des Bildes.
Prismenschiene
An einer Waffe angebrachte Schiene in sich nach unten verjüngender Prismenform zur Montage (Aufklemmen) von Ziel- oder Visiereinrichtungen, Ziel- oder Visierhilfen, verschiedenem Waffenzubehör und –Handhabungseinrichtungen.
Progressivdrall
Bei Läufen und Geschützrohren mit Progressivdrall ist der Winkel der Züge oder des polygonalen Laufprofils gegen das vordere Laufende ansteigend, um die Rotationsbeschleunigung des Geschosses zu optimieren.
PSG
(Abk. Präzisionsschützengewehr).
Pufferpatrone
Auch Übungs- oder Exerzierpatrone. Patronenattrappe oder -nachbildung zum schonenden und sicheren Testen der Lade-, Entlade- und Schussfunktionen der Waffe, vereinzelt auch, durch entsprechende Konstruktion, zum Abfangen des Schlagbolzens beim Abzugstest.
Pulverpfanne
Schlossteil von Steinschlosswaffen.
Pump-Gun
Umgangssprachlicher Begriff für die Vorderschaftrepetierflinte (Pump-Action). Das deutsche Waffengesetz definiert eine Pump-Gun als Vorderschaftrepetierflinte mit Pistolengriff → verbotener Gegenstand!
Punzierung
Durch Schläge abgerundeter feiner Stifte aufgeraute Griffflächen an Pistolengriffschalen oder Pistolengriffen an Gewehrschäften aus Holz.

## Q
Quarter-Choke
(Siehe Choke.)
Querflinte
Auch Zwilling, Flinte mit zwei nebeneinanderliegenden Läufen.

## R
Race-Gun
Bezeichnung für zum Sportschießen in Bezug auf z. B. Genauigkeit, Schnelligkeit und Zuverlässigkeit modifizierte Schusswaffen, im Gegensatz zur Stock-Gun.
Radschloss
Schloss einer Vorderladerwaffe.
Rahmen
1. Hauptteil des Revolvers der den Trommelkran mit Trommel und den Lauf trägt. Im Rahmen sind Abzugseinheit und Trommeltransport untergebracht.
2. Bauteil aus Stahl- oder Aluminiumprofilen oder -rohren, in die das Verschlusssystem, der Lauf und das Abzugssystem eingebaut werden. Benötigte Schaftteile, wie Vorderschaft, Schaftbacke und Schaftkappe, werden, wie ggf. Zieleinrichtungen und -Hilfen, am Rahmen montiert.
3. Besonders breite Bauweise des Ladestreifens.

Rahmenbrücke
Die Rahmenverbindung oberhalb der Trommel bei Revolvern.
Rahmenlader
Mehrladewaffe, bei der die Patronen mittels eines Laderahmens in den Magazinkasten geladen wird.
Ransom Rest
Synonym für Kurzwaffeneinschießgeräte zur Ermittlung der Schussleistung der Waffe unter Ausklammerung äußerer Einflüsse.
Receiver
1. Griffstück der Pistole (siehe Griffstück).
2. Verschlussgehäuse (siehe Verschlussgehäuse). Bei modernen Selbstladewaffen auch unterteilt in „Upper Receiver“ (oberes Verschlussgehäuse), der u. a. die Verschlussfeder aufnimmt, und „Lower Receiver“ (unteres Verschlussgehäuse), der mit dem Lauf verbunden ist und u. a. die Abzugsgruppe und das Magazin aufnimmt. Die Gehäuseteile sind z. B. beim Konstruktionsprinzip der M16-Modellreihe und anderen zum einfachen Zerlegen der Waffe geteilt.

Reitstange
Teil alter Kavalleriewaffen mit Vorrichtung zum Einhaken an das Schulter-Bandolier.
Repetieren
Wiederholte Bewegung des Verschlusses durch den Schützen, bei der die Hülsen verschossener Patronen, oder nicht verschossenen Patronen, aus dem Patronenlager herausgezogen und ausgeworfen werden, sowie neue Patronen in das Patronenlager eingeführt und die Waffe gespannt wird.
Repetierwaffe
Mehrladerwaffe mit Munitionszuführung.
Revolver
Mehrschüssige Handfeuerwaffe mit drehbarem Laufbündel oder Trommel (diese enthält den Munitionsvorrat als Magazin und dient mit der Trommelbohrung gleichzeitig als Patronenlager), als Revolvergewehr auch in Büchsenausführung.
Revolvergewehr
Auch Drehling, Gewehr mit der Mehrladeeinrichtung des Revolvers.
Riegelverschluss
Verschlusssystem.
Rifle
(Engl. für Büchse, Gewehr mit gezogenem Lauf – rifled = geriffelt).
Ringkorn
Ringförmiges Korn der Dioptervisierung.
Ringvisier
Lochvisier, auch Lochkimme, gehört zu den offenen Visierungen.
Rohr
Vorwiegend die Bezeichnung des Laufes bei Geschützen, deshalb oft auch die militärische Bezeichnung für den Lauf. Umgangssprachliches Synonym für Lauf.
Röhrenmagazin
Magazin für Patronenmunition, in dem die einzelnen Patronen in Reihe hintereinander liegen, was spezielle Geschossformen (meist Flachkopf) erfordert, um eine unbeabsichtigte Zündung im Magazin zu vermeiden. Konstruktiv sind ;Röhrenmagazine unterhalb des Laufs, im Vorderschaft oder im Kolben :untergebrachte, nicht entnehmbare Magazine.
Rollenverschluss
Halbstarr verriegelndes Verschlusssystem.
Rolling-Block-Verschluss
Verschlusssystem mit einem nach hinten abklappbaren Verschlussblock.
Roll-over-Abzug
Double-Action-Abzug ohne Druckpunkt; dem Flintenabzug ähnlicher, schleppender Abzug.
Round Butt
Runde Griff-Form des Revolverrahmens.
Rückbläser
Austritt von heißen Gasen durch das Hülsenzündloch beim Schuss. Hinweis auf einen defekten Schlagbolzen, eine defekte Patronenhülse oder ein schlecht gesetztes Zündhütchen.
Rückstoß
Rückwärts gerichteter Teil der Schussenergie.
Rückstoßlader
Selbstladewaffe, die den Rückstoß (Energie) zu Laden und Spannen der Waffe nutzt.
Ruherast
Auch Hahnrast oder Halbstellungsraste. Sicherungsvorrichtung, die den Hahn in einer für den Abzug blockierten Zwischenraste hält. Erlaubt ggf. bei SA-Revolvern das manuelle Drehen der Trommel, während der Abzug nicht betätigt werden kann.

## S
SA
(Single-Action-Abzug (Hahnspannersystem).)
SAA
(Single-Action-Army) Bezeichnung bei alten Single-Action Revolver meist .45LC
Salvengewehr
Gewehr mit Laufbündeln, die gleichzeitig oder nacheinander abgefeuert werden können.
Sattelgewehr
Kavalleriegewehr.
Schäftung
(Siehe Schaft).
Schaft
Teil oder Zeile des Gewehrs, als Träger der Schusswaffenkomponenten oder als Teil/Teile zur Handhabung (z. B. zum Anschlag der Waffe).
Schalldämpfer
Reduziert, ggf. auch in Verbindung mit Unterschallmunition, den Mündungsknall durch Brechung der Schallwellen.
Scharfschützengewehr
(Siehe Präzisionsschützengewehr).
Scharnierstift
Rundstift bei Kipplaufwaffen oder auch modernen Sturmgewehren, der als Querachse der abkippenden Läufe oder der Trennung von Hauptkomponenten dienen kann.
Scheibenbüchse
Büchse zum Scheibenschießen (sehr frühe schützensportliche Disziplin).
Scheibenpistole
(Siehe Freie Pistole).
Scheibenstutzen
(Siehe Scheibenbüchse).
Schieberspannung
Umschalter von Schrot- auf Kugellauf an kombinierten Waffen.
Schiebesicherung
Sicherungseinrichtung, betätigt durch Schieben eines Hebels oder Knopfes.
Schlagbolzen
Teil des Abzugsmechanismus, der beschleunigt durch Hahn oder Schlagstück beim Auftreffen auf das Zündhütchen der Patronenmunition, die Patrone zur Zündung bringt.
Schlagfeder
Speichert die Energie, die der Hahn, das Schlagstück oder der Schlagbolzen zur Funktion benötigt.
Schlagstück
Vergleichbar mit dem Hahn oder Hammer, jedoch meist verdeckt im Verschluss befindlich. Auch als bauliche Einheit mit dem Schlagbolzen bei vollautomatischen Maschinenwaffen.
Schließfeder
Bringt der Verschluss oder das Verschlussstück in seine geschlossene, ggf. verriegelte, Position.
Schlitten
Verschluss von Selbstladepistolen.
Schlittenfanghebel
Teilweise automatisierter Mechanismus zum offen Halten des Selbstladepistolenverschlusses, des Schlittens, bei leerem Magazin, oder auch bei entnommenem Magazin (funktionsabhängig).
Schloss (Waffe), Schlösschen
Zünd- und Abzugsmechanismus von Feuerwaffen.
Schnapphahn-Schloss
Vorläufer der Steinschlosskonstruktionen.
Schnellfeuergewehr
Mittelpatronen verschießendes Gewehr mit Dauerfeuereinrichtung. Teilweise Begriffsüberschneidung mit dem Mittelpatronen verschießenden Sturmgewehr.
Schnellfeuerpistole
Spezielle Matchpistole für die olympische Disziplin OSP (Olympische Schnellfeuer-Pistole), geschossen im Kaliber .22 short.
Schwalbenschwanz
Gefrästes Negativ-Prisma zur Aufnahme der Visierung.
Schwanzschraube
Eingeschraubter Laufabschluss Vorderlader-Läufen/-Rohren.
Schwenkriegel
(Siehe Stützklappe)
Seelenachse
Axiallinie der Laufbohrung.
Seelenlänge
Länge der Lauf-/Rohrseele, gemessen vom Stoßboden (Verschluss) bis zur Mündung.
Seitenschloss
Seitlich oder beidseitig in den Schaft eingesetztes Schloss mit auf einer Metallplatte angebrachten Schlossteilen.
Selbstladegewehr
Selbstlader, mehrschüssiges Gewehr, das nach der Schussabgabe selbstständig nachlädt, jedoch kein Dauerfeuer abgibt.
Selbstladepistole
Selbstlader, mehrschüssige Pistole, die nach der Schussabgabe selbstständig nachlädt, jedoch kein Dauerfeuer abgibt.
Selbstladewaffe
Selbstlader, mehrschüssige Schusswaffe, die selbstständig repetiert. Synonym mit halbautomatische Waffe.
SEM
Abkürzung einer Zielfernrohrmontageart, siehe Suhler Einhakmontage.
Service Rifle
Dienstgewehr des Soldaten, auch umgangssprachlich Sturmgewehr.
Short-Stroke-System
Gasdruckladersystem, bei dem der Gaskolben einen kürzeren Weg als der Verschlussträger zum Repetieren zurücklegt. Meist gibt der Gaskolben nur einen Energieimpuls auf den Verschlussträger ab.
Shot-Gun
(Engl. für Flinte, Gewehr mit glattem Lauf – shot = Schrot).
Sicherheitsrast
(Siehe Ruherast).
Sicherung
Vorrichtung, manuell oder automatisch, die eine unbeabsichtigte Schussabgabe verhindert.
Signalpistole
Pistole zum Verschießen unterschiedlicher pyrotechnischer Munition.
Signalstift
Stift, auch farblich markiert, zur Signalisierung des Ladezustands und/oder des Spannzustands des Verschlusses der Feuerwaffe. Zu finden sind Ladestifte u. a. an Flinten, kombinierten Waffen, aber auch an Pistolen.
Single-Action-Abzug (Hahnspannersystem)
Abzugssystem, bei dem vor einer Schussabgabe der Hahn manuell gespannt werden muss.
Spannabzug
(Siehe Double-Action-Abzug.)
Spannanzeiger
(Siehe Signalstift.)
Speedloader
Schnellnachladevorrichtungen unterschiedlicher Konstruktion (als Halter, als Clip etc.) für Trommelrevolver. Darüber hinaus lassen sich Speedloader, ähnlich wie Magazine für Pistolen, leichter verstauen und führen.
Sperrklinke
Arretierungselement, das die Trommel des Revolvers nach dem Transport, der Drehbewegung, in der gewünschten Stellung zur Schussabgabe fixiert. Das Zusammenspiel aus Drehung und Fixierung in der perfekten Position zum Lauf wird als „Timing“ bezeichnet.
Square Butt
Eckige Griff-Form des Revolverrahmens.
Standstutzer
Scheiben-Vorderladerbüchse.
Stecher
Abzugsvariante, durch Einstechen, spannen des Stechschlosses, wird der Abzugswiderstand stark verringert.
Steinschloss
Zündmechanismus alter Vorderladerwaffen. Ein am Hahn befestigter Feuerstein schlägt beim Abziehen auf die Batterie Zündfunken.
Steuerkurve
1. Ausfräsung im Steuerstück unterhalb des Patronenlagers (Laufs) bei Pistolen mit Browning System, die das Abkippen des Laufs und den Entriegelungsvorgang des Verschlusses ermöglicht.
2. Ausfräsung in Verschlusszylindern (Verschlussbolzen) von Geradezug-Repetiersystemen oder in Verschlussstücken verriegelter Selbstladewaffen zur Umsetzung der linearen Bewegung des Verschlussstücks in eine axiale Drehbewegung zur Ver- und Entriegelung des Verschlusses.

Stgw
(Abk. Sturmgewehr).
Stiftzündung
Lefaucheux-Zündung. Zündvorrichtung, bei der der Hahn auf einen seitlich auch der Patronenhülse ragenden Stahlstift zur Zündung der Patrone schlägt.
Stock-Gun
Bezeichnung für serienmäßige Schusswaffen, im Gegensatz zur Race-Gun.
Stoßboden
Hintere Abstützung der Patronenmunition bei geschlossenem Verschluss
Sturmgewehr
Ursprüngliche propagandistische Bezeichnung für Maschinenkarabiner. Heute Synonym für moderne, Mittelpatronen verschießende Gewehre mit Feuerwahlmöglichkeit (Einzel- und Dauerfeuer). Teilweise Begriffsüberschneidung mit dem Gewehrpatronen verschießenden Schnellfeuergewehr.
Stutzen
Kurze Büchse mit bis an die Mündung reichendem Vollschaft.
Stützklappe
Auch Schwenkriegel. Verriegelungssystem für Verschlüsse. Eine am Verschluss oder Verschlussgehäuse angebrachte schwenkbare Klappe, die zum Verriegeln in eine Aussparung am Gehäuse respektive Verschluss eingreift und damit den Rücklauf des Verschlusses verhindert.
Suhler Einhakmontage
Eine ohne Werkzeug lösbare Montage zur Befestigung von Zielfernrohren auf Handfeuerwaffen.
System
Allgemeine Bezeichnung für den Verschluss einschließlich des Verschlussgehäuses von Feuerwaffen.
Systemkasten
Verschlussgehäuse.

## T
Take Down
Vorwiegend im Jagdbereich verwendete Langwaffen, die für den Transport durch Abnehmen des Laufes ohne Werkzeuge in zwei Teile zerlegt werden können. Analog zum Schraubenverschluss bei Geschützen sind Lauf und Gehäuse mit einem unterbrochenen Gewinde versehen, das durch eine Viertelsdrehung gelöst werden kann.
Taper-Barrel
Sich vom Patronenlager bis zur Mündung verjüngender Lauf.
Terzerol
Vorderladerpistole (ein- oder mehrläufig), Schreckschusspistole, auch zur Treibjagd.
Tesching
1. Kleine, meist einschüssige, Kleinkaliber Taschenpistole.
2. Leichtes Kleinkalibergewehr.

Timing
Das Zusammenspiel aus Drehung und Fixierung einer Revolvertrommel in der perfekten Position zum Lauf.
Transfer Bar
Teil im Revolverschloss, das die Schlagenergie des Hahns auf den im Rahmen gelagerten Zündstift (Schlagbolzen) überträgt.
Trigger stop
(Siehe Abzugsstopp).
Triple-Lock
Dreipunkt-Trommelverriegelung an Revolvern.
Tromblon
Vorderladerwaffe mit trichterförmiger Laufmündung.
Trommelkran
Seitlich ausschwenkende Trommelaufnahme des Revolvers.
Tschinke
Radschlossbüchse.

## U
Übergangskonus
Trichterförmiger Übergang vom Patronenlager in den Lauf.
Übungslauf
(Siehe Einstecklauf).
Underlug
Unter den Lauf montiertes zusätzliche Gewicht zur Ausbalancierung der Waffe oder zur Beruhigung der Waffe im Schuss.

## V
V0
Mündungs- oder Anfangsgeschwindigkeit des Geschosses beim Verlassen des Laufes.
Varmint
Kleinkalibrige, unterhalb der .30-Kaliber, Waffen/Munition zur Jagd auf kleine Raubtiere und Nager (am. Engl. Schädling).
Ventilierte Schiene
Belüftete oder durchbrochene Visierschiene, die das Flimmern über dem Lauf verhindern soll.
Verriegelter Rückstoßlader
Selbstlade- und Automatwaffen mit starr verriegeltem Verschluss. Beim Schuss laufen Lauf und Verschluss gemeinsam zurück, bis der Verschluss mechanisch entriegelt wird.
Verriegelungswarze
(Siehe Warzenverriegelung).
Verschluss
Hinterer Laufabschluss, Gegenlager der Patrone.
Verschlussabstand
Abstand zwischen Hülsenboden und Stoßboden.
Verschlussgehäuse
Beinhaltet die Teile des Verschlusses und ggf. des Schlosses.
Verschlusskasten
(Siehe Verschlussgehäuse).
Verschlusssteuerungsstück
Element des Browning Systems zur Steuerung des abkippenden Laufes zur Ver- und Entriegelung. Das Steuerelement als Kettenglied wurde bei modernen Konstruktionen durch geschlossene feste Steuerkurven oder Steuerkurven in offener Hakenform ersetzt.
Verschlussstück
Dem Verschlusszylinder ähnelndes Bauteil halb oder vollautomatischer Feuerwaffen mit konstruktionsbedingt unterschiedlichem Aufbau in verriegelnder und unverriegelnder Ausführung.
Verschlussträger
Der Verschlussträger führt den Verschluss von Selbstladesystemen und enthält meist die Steuerkurve zur Verriegelung des Verschlusses.
Verschlusszylinder
Zylindrisches Verschlussstück des Zylinderschlosses. Der vordere Abschluss ist der Stoßboden, ggf. mit Bohrung für den Schlagbolzen. Neben dem Schlagbolzen nimmt der Verschlusszylinder meist noch die Schlagfeder, die Schlagbolzenfeder und den Auszieher auf. Am hinteren Ende wird der Verschlusszylinder ggf. durch das Schlösschen mit der Sicherung abgeschlossen. Bei Warzenverschlüssen, im Gegensatz zu Kammerstängelverschlüssen, befinden sich die in der Verschlusshülse oder im Lauf verriegelnden Verschlusswarzen am vorderen Teil des Verschlusszylinders. Bei Repetierwaffen ist hinten, seitlich am Verschlusszylinder auch der Kammerstängel angebracht.
Verzögerter Masseverschluss
Bei Selbstlade- und Automatwaffen mit verzögertem Masseverschluss wird der Rücklauf des Verschlusskopfes durch einen Mechanismus abgebremst, bis der Gasdruck im Lauf weitgehend abgesunken ist.
Vierling
Kombinierte Waffe mit zwei Flinten- und zwei Büchsenläufen.
Visierung
Zieleinrichtung.
Vollautomat
Umgangssprachlicher Begriff für Reihenfeuerwaffen, Synonym für Maschinenwaffen.
Vorderlader
Von vorn, in den Lauf geladene Feuerwaffe.
Vorderschaft
Vor dem Verschlussstück der Waffe befindlicher Schaft oder Schaftteil.
Vorlaufzündung
Bei zuschießenden Automatwaffen mit Vorlaufzündung wird die Patrone bereits kurz vor dem Anschlag des Verschlusses oder Systems gezündet. Die Nutzung der kinetischen Energie des vorlaufenden Verschlusses erlaubt, diesen leichter zu gestalten (MG FF), zudem rüttelt die Waffe weniger beim Schießen (Lmg 25).
Vorzug
Abzugsweg vor dem Druckpunkt.

## W
Waldläufer
Kombinierte Waffe mit zwei Flinten- und einem KK-Büchsenlauf.
Warzenverriegelung
Verschlussverriegelung mittels am Verschlusszylinder oder Verschlussstück befindlicher Warzen, die in entsprechenden Aussparungen der Verschlusshülse (Systemhülse) oder des Laufes eingreifen und den Verschluss (Verschlusssystem) verriegeln. Die Warzen können paarweise oder multipel ausgeführt und/oder auch in mehreren Reihen, je nach Verschlussstärke, angeordnet sein. Bei der Laufwarzenverriegelung greifen mehrere Warzen oberhalb des Laufs, im Bereich des Patronenlagers, in entsprechende Aussparungen des Verschlusses (Schlittens) zur Verriegelung ein.
Wechsel-Choke
Auswechselbare Chokes (siehe Choke).
Wechsellauf
Lauf eins anderen Kalibers oder anderer Länge als der der Originalwaffe zu Anpassung an unterschiedliche Verwendungen der Waffe, mit dem gleichen Verschluss.
Wechselsystem
Lauf und Verschluss, ggf. auch mit Magazin eines anderen Kalibers als der Originalwaffe zur Anpassung an unterschiedliche Verwendungen der Waffe.
Wender
Pistole mit zwei drehbaren, untereinander angeordneten Läufen, die nach drehen, Wenden, nacheinander abgeschossen werden können.
Winterabzug
Abzug mittels Übersetzung aus dem Abzugsbügel herausverlagert, zur Verwendung mit Handschuhen.
Winterabzugsbügel
Abzug mit vergrößertem oder entfernbarem Abzugsbügel, zur Verwendung mit Handschuhen.
Würgebohrung (Choke)
(Siehe Choke).

## Z
ZF
(Abk. Zielfernrohr)
Ziel
Gewünschter Wirkungspunkt von Schuss- und Feuerwaffen.
Zielhilfe
Einrichtung zur Unterstützung der Zielmittel.
Zielmittel
Jede Visiereinrichtung
Zielfernrohr
Zielhilfe mit optischer Vergrößerung.
Zimmerstutzen
Gewehr zum verschießen von Rundkugeln aus Randfeuer-Kartuschenmunition in geschlossenen Räumen, früher Spielzeug.
Zubringer, Zubringerstück
Teil, das mittels des Drucks der Zubringerfeder (Magazinfeder) Patronen dem Verschluss zuführt. Oft werden von Verschlussfängen Einrichtungen am Zubringer für ihre Funktion genutzt.
Zündnadelgewehr
Im Deutsch-Französischen Krieg 1870/71 eingesetztes deutsches Hinterladergewehr mit Kammerverschluss und nadelartigem Zündstift, siehe auch Chassepotgewehr
Zug
Spiralförmige Vertiefung im Laufinnern, Züge sind durch Felder getrennt, um das Geschoss in Rotation zu versetzen.
Zugmaß
Abstand zwei gegenüberliegender Züge im Lauf.
Zuschießend
Der Verschluss ist im Moment der Schussauslösung offen. Mit dem Abziehen schnellt der Verschluss nach vorn, nimmt eine Patrone mit ins Patronenlager und zündet diese. Die Bewegung in der Waffe ist nachteilig für die Präzision.
Zweibein
Fest montierte oder abnehmbare Auflagevorrichtung im Vorderschaftbereich an einer Waffe.